# Scharpenlohe
Scharpenlohe ist ein Ortsteil der Hansestadt Seehausen (Altmark) im Landkreis Stendal in Sachsen-Anhalt.

## Geographie
Das Straßendorf Scharpenlohe liegt an der Elbe acht Kilometer südöstlich von Wittenberge und sieben Kilometer ostnordöstlich von Seehausen (Altmark) im Naturschutzgebiet Aland-Elbe-Niederung im Biosphärenreservat Mittelelbe im Norden der Wische in der Altmark. Im Osten beginnt die Alte Elbe Beuster, ein Altarm der Elbe, die früher mit ihrem Hauptarm durch die heutige Grund zwischen Scharpenlohe und Uhlenkrug nach Klein Beuster im Westen floss.:S. 54
Die Nachbarorte sind Scharleuk, Sandkrug und Uhlenkrug im Nordosten, Bälow und Ronien im Osten, Rühstädt im Südosten, Schüring im Süden, Oberkamps und Unterkamps im Südwesten, Werder im Westen sowie Hinzdorf im Nordwesten.

## Geschichte

### Mittelalter bis Neuzeit
Die erste schriftliche Erwähnung von Scharpenlohe stammt aus dem Jahr 1334, als Markgraf Markgraf Ludwig Arnold von Rossow das halbe Dorf Scharphenloch verlieh. Weitere Erwähnungen sind 1472 schappenloe, 1541 scharplo, 1600 Scharffenlohe, 1608 Scharffelauge, 1687 Scharpenlohe. 1804 hießen Dorf und Gut Scharpenlohe. Von den von Rossow ging der Besitz an die von Kröcher, die es an von Barsewisch afterverlehnten. Von 1772 bis nach 1856 gehörte eine Hälfte des Dorfes den von Barsewisch in Seehausen. Im Jahre 1652 hieß es: Ist ein verlorenes Dorf, welches eingetauchet und der Elbe ganz übergeben, da auch die Gebäude bis an die Dächer im Wasser stehen.
Bei der Bodenreform wurde nach 1945 der Besitz der Familie von Saldern in Scharpenlohe zugunsten von bisher landlosen Bauern (Neubauern) entschädigungslos enteignet. Im Jahre 1959 entstand die erste Landwirtschaftliche Produktionsgenossenschaft vom Typ I, die LPG „Scharpenlohe“.:S. 104 Sie wurde 1961 an die LPG Typ I „Elbaue“ in Beuster angeschlossen, die 1976 an LPG Typ III „Lenin“ Geestgottberg angeschlossen wurde.'
Im Jahre 2003 wurde das Dorf an ein zentrales Trinkwassernetz angeschlossen und es wurden Erdkabel zur Stromversorgung anstelle der Freileitung verlegt.
Im Jahre 2013 wurde einige der Gehöfte durch das Hochwasser der Elbe beschädigt.

### Mühlen
1775 wurde eine Schiffmühle genannt, die in Höhe des Elbkilometers 444 vor Scharpenlohe lag. Sie wurde vermutlich vom Müller Jürgen Roeseke betrieben, der bis 1759 lebte. Über seinen Sohn und Nachfolger Andreas Roeseke ist bekannt, dass er in Scharpenlohe als Kossat und Wassermüller tätig war und auf den Kossatenhof Nr. 5 wohnte. Die in seinem Besitz befindliche Schiffsmühle wurde durch Eisgang zerstört. An deren Stelle wurde in der Koppel des Hofes ein Mühlenberg aufgefahren und eine Windmühle erbaut. Nach dem Ableben des letzten Müllers im Jahre 1855 wurde die Kossatenstelle an Kossaten Becker auf Hof Nr. 4 verkauft und abgerissen. Spätestens um 1860 wurde von Beckers auch die Windmühle abgerissen. Der Mühlenberg wurde abgefahren und die Erde zum Anhöhen der Hofstelle von Nr. 5 verwendet. An Stelle des ehemaligen Mühlenberges entstand so eine Grund, die später mit Weiden (Kröpfweiden) bepflanzt wurde.:S. 94–95

### Herkunft des Ortsnamens
Heinrich Sültmann leitet den Namen aus den zwei Silben scharp mittelhochdeutsch für rauh und loh für Wald ab.

### Eingemeindungen
Bis 1807 gehörten Dorf und Gut zum Seehausenschen Kreis der Mark Brandenburg in der Altmark. Zwischen 1807 und 1813 lag es im Kanton Seehausen auf dem Territorium des napoleonischen Königreichs Westphalen. Ab 1816 gehörte die Gemeinde und das Rittergut zum Kreis Osterburg, dem späteren Landkreis Osterburg.
Im Jahre 1889 wurde das Forsthaus Barsberge aus der Landgemeinde Scharpenlohe nach Seehausen eingemeindet. Es gehörte vorher zum Gut Scharpenlohe.
Am 1. April 1940 erfolgte der Zusammenschluss der Gemeinden Scharpenlohe, Beuster, Werder, Ostorf (ohne die Höfe Falcke, Herper und Neubauer im südlichen Teil von Ostorf) und von der Gemeinde Klein Holzhausen nur die Ortsteile Oberkamps und Unterkamps bis einschließlich der Wässerung mit den Rühstedter Wiesen sowie der Ortsteile Groß Wegenitz und Klein Wegenitz zu einer neuen Gemeinde mit dem Namen Beuster.

### Einwohnerentwicklung
| Jahr | Einwohner |
| ---- | --------- |
| 1734 | 41        |
| 1775 | 68        |
| 1789 | 83        |
| 1798 | 71        |
| 1801 | 68        |
| 1818 | 59        |
| 1840 | 60        |

| Jahr | Einwohner |
| ---- | --------- |
| 1864 | 62        |
| 1871 | 58        |
| 1885 | 37        |
| 1892 | [00]34    |
| 1895 | 27        |
| 1900 | [00]29    |
| 1905 | 33        |

| Jahr | Einwohner |
| ---- | --------- |
| 1910 | [00]47    |
| 1925 | 37        |
| 2014 | [00]05    |
| 2020 | [00]04    |
| 2021 | [00]04    |
| 2022 | [0]04     |
| 2023 | [0]04     |

Quelle, wenn nicht angegeben, bis 1925:

## Religion
Die evangelischen Christen aus Scharpenlohe waren früher in die Kirchengemeinde und Pfarrei Klein Beuster eingepfarrt. Heute gehören sie zur Kirchengemeinde Beuster. Sie wird betreut vom Pfarrbereich Beuster des Kirchenkreises Stendal im Bischofssprengel Magdeburg der Evangelischen Kirche in Mitteldeutschland.

## Kultur und Sehenswürdigkeiten
Zwei Bauernhöfe im Dorf stehen unter Denkmalschutz.